# Megadenia
Megadenia é um género botânico pertencente à família Brassicaceae.